# Parafia św. św. Apostołów Piotra i Pawła w Hoży
Parafia św. św. Apostołów Piotra i Pawła w Hoży – rzymskokatolicka parafia znajdująca się w Hoży, w diecezji grodzieńskiej, w dekanacie Grodno-Zachód, na Białorusi.
Do parafii należy kaplica w Przełomie.

## Historia
Pierwszy kościół parafialny w Hoży pw. św. Piotra Apostoła ufundował król Polski Kazimierz IV Jagiellończyk, a Aleksander Jagiellończyk bogato go uposażył. Kościół ten mieli podpalić Szwedzi w XVII w. Nowy kościół zbudowano w 1662 i poświęcono pod wezwaniem św. św. Piotra i Kazimierza (według innych źródeł kościół był pw. św. św. Piotra i Pawła oraz Matki Bożej Pocieszenia).
W latach 1862–1865 lub 1869 zbudowano nowy, murowany kościół pw. św. św. Piotra i Pawła oraz Matki Bożej Pocieszenia, który służy do dziś. Konsekrował go arcybiskup wileński Romuald Jałbrzykowski w 1927. W 1944 podczas wycofywania się wojsk niemieckich kościół został spalony. Odbudowano go tuż po wojnie (co było rzadkim przypadkiem na ziemiach należących już wtedy do ZSRS). W czasach komunizmu parafia funkcjonowała.
W kościele znajduje się cudowny obraz Matki Bożej Pocieszenia, który pochodzi jeszcze z pierwszej świątyni.